# Carlos Teschauer
Carlos Teschauer SJ (Birstein, 10 de abril de 1851 – São Leopoldo, 16 de agosto de 1930) foi um padre, professor, historiador e folclorista teuto-brasileiro.
Teschauer tornou-se jesuíta em 1874, tendo viajado para o Brasil em 1880, onde fixou-se no Rio Grande do Sul. Foi um grande estudioso das tradições gaúchas e uma das maiores autoridades em matéria de história, cultura indígena e etnografia do estado e do Brasil. Obteve a naturalização brasileira em 1891.
Foi professor no Ginásio Conceição de São Leopoldo e no Colégio Anchieta em Porto Alegre, além de membro da Academia Rio-Grandense de Letras e do Instituto Histórico e Geográfico do Rio Grande do Sul.

## Obras
Teschauer publicou as seguintes obras:
- História do Rio Grande do Sul dos Dois Primeiros Séculos, obra em três volumes, editada pela Livraria Selbach de Porto Alegre, de 1918 a 1922 - a montagem da obra durou 10 anos e contou com viagens a Buenos Aires, Rio de Janeiro e consultas a arquivos em Roma, Bruxelas, Espanha e Portugal.
- Avifauna e flora nos costumes, superstições e lendas brasileiras, 1925
- Poranduba Rio-Grandense, 1929
- A prioridade portuguesa no descobrimento da América, 1903
- Os naturalistas viajantes do século XVIII e XIX no Brasil
- Vida e obra do Padre Roque González de Santa Cruz, 1909
- Veneráveis mártires do Rio Grande do Sul, 1925
- Avifauna e flores nos costumes, supersticões y lendas brasileiras e americanas, Porto Alegre, Livraria do Globo, 1925
- Novo dicionário nacional, 1928

Publicou trabalhos esparsos na revista do Instituto Histórico e Geográfico Brasileiro, na do Instituto do Ceará, do Rio Grande do Sul e no Almanaque de Graciano Azambuja.